# Altet (Lérida)
Altet es una localidad española del municipio de Tárrega, perteneciente a la provincia de Lérida, en la comunidad autónoma de Cataluña.

## Historia
Hacia mediados del siglo XIX, el lugar, por entonces con ayuntamiento propio, tenía contabilizada una población de 80 habitantes. La localidad aparece descrita en el segundo volumen del Diccionario geográfico-estadístico-histórico de España y sus posesiones de Ultramar de Pascual Madoz de la siguiente manera:

ALTET: l. con ayunt. de la prov., y adm. de rent. de Lérida (6 1/2 leg), part. jud. de Cervera (2), aud. terr. y c. g de Cataluña (Barcelona 16), dióc. de Seo Urgel (15 1/2) oficialato de Guisona: sit. en terreno desigual, donde le combaten principalmente los vientos del E., y goza de clima saludable: tiene 24 casas, la consistorial, escuela de primeras letras dotada por el fondo de propios y por los padres de los 20 niños, que con otros de los pueblos inmediatos concurren á la misma; y una igl. parr. bajo la advocacion de San Pedro, servida por un cura párr., cuya plaza, de segundo ascenso, provee el diocesano en concurso general; el edificio es muy ant., de buena arquitectura, y se halla bien conservado. Para surtido de los vec. no hay mas aguas que las pluviales que se recogen en algunas balsas: confina el térm. por N. con el de Claravalls, por E. con el de Figuerosa, por S. con los de Cunill y Llusá, y por O. con los de Ofegat y Anglesola, teniendo de estension en todas direcciones 3/4 de hora: el terreno participa de monte y llano, y aunque de secano, es de mediana calidad; abraza unos 250 jornales de cultivo, entre los que hay algunos viñedos y olivares; la parte montuosa, donde se crian árboles silvestres, arbustos y maleza, ofrece pastos para el ganado : atraviesa por el pueblo el camino que conduce desde Tárrega y Taladell á Agramunt, es de herradura, bastante pedregoso, y con dificultad transitable por los carros: se recibe la correspondencia de Tárrega, á cuya estafeta va á buscarla un balijero: prod.: trigo, centeno, cebada, legumbres, vino, y poco aceite; hay ganado lanar y cabrio, y caza de liebres, conejos y perdices: pobl.: 18 vec., 80 alm.: asciende el presupuesto municipal á 600 rs., que se cubren por reparto entre los vec.: cap. imp.: 41,800 rs.
(Madoz, 1845, p. 210)

## Demografía
| Gráfica de evolución demográfica de Altet entre 1842 y 1877 |
| |
| Población de derecho según los censos de población del INE Población de hecho según los censos de población del INEEntre el censo de 1857 y el anterior, crece el término del municipio porque incorpora a 25542 (Figuerosa), 255144 (Cunill), 255313 (Riudovelles) Entre el censo de 1887 y el anterior, este municipio desaparece porque cambia de nombre y aparece como el municipio 25542 (Figuerosa) |

En la actualidad pertenece al municipio de Tárrega. En 2022 tenía empadronados 100 habitantes.

## Patrimonio
En la localidad hay una iglesia bajo la advocación de San Pedro.